# Alfred Werner
Alfred Werner (Mulhouse, Alsacia, antes en Alemania, actualmente en Francia, 12 de diciembre de 1866-Zúrich, 15 de noviembre de 1919) fue un químico suizo, profesor de la Universidad de Zúrich y ganador del Premio Nobel de Química en 1913 por proponer la configuración en octaedro de los complejos de transición metálica. Desarrolló las bases del complejo metálico moderno. Fue el primer químico inorgánico en ganar el Premio Nobel, de hecho, el único antes de 1973.

## Biografía
Alfred Werner realizó, a los 18 años, sus primeros experimentos químicos.
Cursó sus estudios en Karlsruhe, [[Universidad de vregaZúrich|Zúrich]] y París. Fue profesor de química orgánica de la escuela [[ Politécnica Federal de Zúrich|Politécnico de Zúrich]] en 1895, a los 29 años.
Desde arterioesclerosis, muriendo a instancias de esta, su enfermedad, en 1919 en Zúrich.

## Investigaciones científicas
Werner desarrolló en su trabajo de doctorado las bases para el estudio de los complejos metálicos.
En 1893 anunció la teoría de la coordinación también llamada de las valencias residuales según la cual los componentes moleculares inorgánicos actúan como un núcleo central alrededor del cual se ubican un número definido de otros átomos, radicales u otras moléculas según un patrón geométrico sencillo, y gracias a la cual llegaron a descubrirse los isómeros de muchas combinaciones metálicas. Propuso la configuración en octaedro de los complejos de los metales de transición, lo que hoy se conoce como geometría molecular octaédrica.
En 1913 fue galardonado con el Premio Nobel de Química en reconocimiento de su trabajo sobre el acoplamiento de átomos en las moléculas por las cuales ha abierto nuevas puertas en investigaciones anteriores y ha abierto nuevos campos de investigación especialmente en química inorgánica.
En 1914 descubrió el exol, una sal de cobalto, el primer compuesto quiral que no contenía átomos de Carbono.

## Obras escritas
- Beiträge zur Theorie der Affinität und Valeur, Lehrbuch der Stereochemie (1904)
- Ueber die Konstitution und Konfiguration von Verbindungen höherer Ordnung (1914).